# Power Rangers (film 1995)
Power Rangers (ang. Mighty Morphin Power Rangers: The Movie) – amerykańsko-japoński przygodowy film akcji science fantasy z 1996 roku w reżyserii Bryana Spicera, będący pełnometrażową wersją serialu Mighty Morphin Power Rangers. Film stanowi jednak odrębny twór i nie jest w żaden sposób powiązany z akcją serialu, choć część fabuły produkcji pokrywa się z wydarzeniami, które miały miejsce w pierwszych odcinkach trzeciego sezonu.
Zdjęcia plenerowe miały miejsce w Sydney i Queensland. Powstały między drugim a trzecim sezonem serialu.
Światowa premiera filmu odbyła się 30 czerwca 1995 roku, natomiast w Polsce premiera odbyła się 26 stycznia 1996 roku z polskim dubbingiem, który był wyświetlany jedynie w kinach aż do listopada 2022 roku, kiedy został udostępniony na platformie Disney+.

## Fabuła
W Angel Grove ekipa budowlana wydobywa mechaniczne jajo. W nocy uwalnia się Ivan Mazisty, który przed wieloma laty został uwięziony. Niegdyś rządził światem, stosując terror i przemoc. Gdy dowiaduje się o Power Rangers, postanawia ich zniszczyć. Najpierw wkracza do Centrum Dowodzenia, niszcząc je oraz Zordona. Tymczasem szóstka wybitnie uzdolnionych licealistów, obdarzonych mocą Power Rangers, musi pokonać potężnego wroga. Niestety, ich dotychczasowe zordy są już bezużyteczne, dlatego Alfa wysyła ich na planetę Phaedos. Tam otrzymują moc ninja oraz nowe zordy, a po kilku dniach wracają na Ziemię, by zmierzyć się z Ivanem Mazistym. Po decydującym pojedynku Power Rangers odnoszą sukces i po szczęśliwej walce teleportują się do Centrum Dowodzenia, gdzie łączą swoje siły i wszystko wraca do normy. W ostatniej scenie Rangersi świętują na imprezie, gdy na niebie pojawia się napis: „Dziękujemy Wam, Power Rangers”

## Obsada
- Jason David Frank – Tommy Oliver / Biały Wojownik
- Johnny Yong Bosch – Adam Park / Czarny Wojownik
- Karan Ashley – Aisha Campbell / Żółta Wojowniczka
- Amy Jo Johnson – Kimberly Hart / Różowa Wojowniczka
- David Yost – Billy Cranston / Niebieski Wojownik
- Steve Cardenas – Rocky DeSantos / Czerwony Wojownik
- Paul Freeman – Ivan Mazisty
- Nicholas Bell – Zordon
- Robert Manahan – Zordon (głos)
- Peta-Maree Rixon – Alpha 5
- Richard Steven Horvitz – Alpha 5 (głos)
- Gabrielle Fitzpatrick – Dulcea
- Jamie Croft – Fred Kelman
- Peter Mochrie – pan Kelman
- Paul Schrier – „Mięśniak”
- Jason Narvy – „Czacha”
- Mark Ginther – Lord Zedd
- Robert Axelrod – Lord Zedd (głos)
- Julia Cortez – Rita Odraza
- Barbara Goodson – Rita Odraza (głos)
- Kerry Casey – Goldar
- Kerrigan Mahan – Goldar (głos)
- Jean Paul Bell – Mordant
- Martin G. Metcalf – Mordant (głos)

## Polska wersja
Opracowanie: PaanFilm Studio Warszawa

Dialogi i reżyseria: Dariusz Dunowski

Dźwięk i montaż: Michał Skarżyński

Kierownictwo produkcji: Lidia Masiak

Wystąpili:
- Rafał Królikowski – Tommy Oliver / Biały Wojownik
- Joanna Pałucka – Kimberly Hart / Różowa Wojowniczka
- Cynthia Kaszyńska – Aisha Campbell / Żółta Wojowniczka
- Marek Bukowski – Rocky DeSantos / Czerwony Wojownik
- Jacek Sołtysiak – Adam Park / Czarny Wojownik
- Jarosław Boberek –
  - Billy Cranston / Niebieski Wojownik,
  - jeden z robotników
- Tomasz Grochoczyński – Ivan Mazisty
- Mikołaj Müller – Zordon
- Mieczysław Morański – Alpha 5
- Małgorzata Dropko-Fus – Dulcea
- Jacek Wolszczak – Fred Kelman
- Artur Kaczmarski – pan Kelman
- Jacek Czyż – Lord Zedd
- Jolanta Żółkowska – Rita Odraza
- Władysław Grzywna – Goldar
- Tomasz Jarosz – Mordant
- Piotr Gąsowski – „Mięśniak”[a]
- Jacek Bończyk – „Czacha”

Narracja: Krystyna Czubówna
Lektor: Maciej Gudowski
Źródło: